# Chiesa di Sant'Anna (Trento, capoluogo)
La chiesa di Sant'Anna è una chiesa sussidiaria di Trento che risale al XII secolo.

## Storia

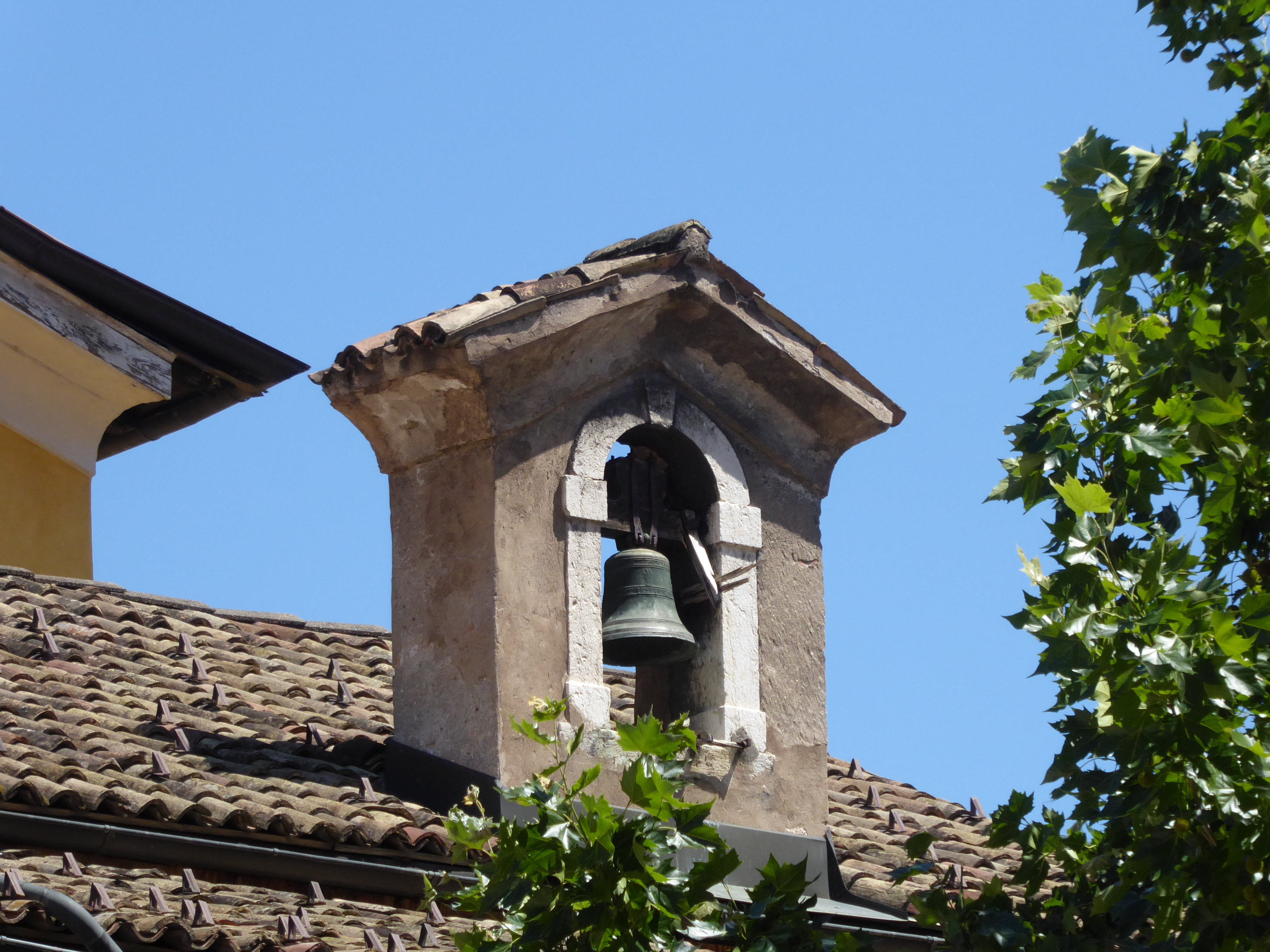
Piccolo campanile a vela della chiesa.

Una prima chiesa riconducibile a Sant'Anna di Trento  risale al XII secolo, ed apparteneva ad un insieme di edifici non solo religiosi legati alla pieve di San Pietro e composto, oltre alla chiesa, da un ospedale (detto degli alemanni) e da un cimitero.
All'inizio del XVI secolo Giorgio di Liechtenstein, principe vescovo di Trento, ne decise l'ampliamento e il portale sulla facciata riporta, come anno della sua ricostruzione, il 1504. In quel periodo viene documentato che l'edificio religioso era la sede a Trento della Compagnia di Sant'Anna, seduta alla preghiera e alla cura della Chiesa che permette un primo risanamento delle parti linee. Questa compagnia, attorno alla fine del XVIII secolo, decise un ulteriore ampliamento della chiesa, un suo abbellimento con decorazioni a stucco e la costruzione di una cupola sormontata da una lanterna. La compagnia cessa di esistere nel 1921. Un recente e nuovo restauro si è avuto alla fine del XX secolo.

## Descrizione
La chiesa, orientata a sud, si trova situata a breve distanza dalla chiesa dei Santi Pietro e Paolo, posizionata tra due abitazioni private.
La facciata a capanna mostra un portale con architrave sul quale si apre una finestra di dimensioni quasi uguali.
L'interno è a navata unica a due campate. Dal presbiterio è visibile la cupola ellittica con lanterna che si trova posizionata nella parte posteriore e sul tetto della chiesa.
È presente un ambiente sotterraneo (non visitabile) chiamato "aula delle anime" che serviva da cappella ossario del cimitero pievano.